# Mary von Rosen
La comtesse Mary von Rosen, née baronne von Fock (5 février 1887 - 26 février 1967), est une aristocrate suédoise cofondatrice d'un ordre luthérien la Societas Sanctae Birgittae, issu de la Högkyrklighet (littéralement Haute-Église), inspirée de la branche High Church de l'anglicanisme, au sein de l'Église de Suède. Elle était l'épouse du comte Eric von Rosen (1878-1948).

## Biographie
Mary von Rosen est la troisième des cinq filles du baron Carl von Fock et de son épouse, née Hulda Beamish, et la sœur aînée de Carin Göring. De son mariage avec le comte von Rosen, elle a six enfants : Bjorn (1905), Mary (1906), Carl Gustaf (1909), Birgitta (1913), Egil (1919) et Anna (1926). Elle est animée d'un profond sentiment religieux qui lui vient de sa mère irlandaise protestante. Elle se fait aménager une chapelle en 1909 dans son château de Rockelstad, avec des peintures murales des neuf révélations de sainte Brigitte.
La comtesse est la supérieure de la Société de Sainte-Brigitte de 1920 à 1964.

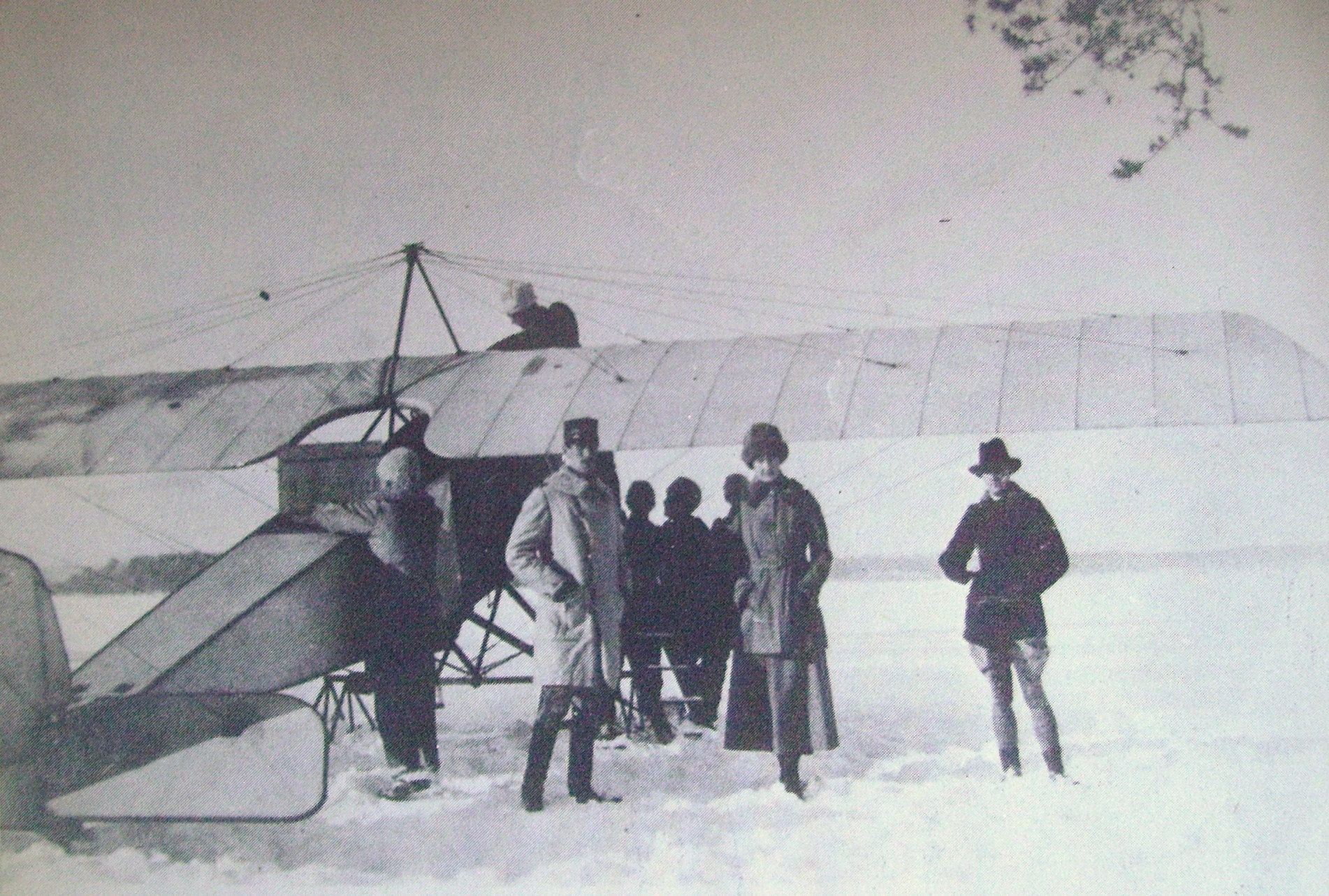
De g à d, Nils Kindberg, le comte et la comtesse von Rosen en 1918 à Umeå